# 니시지마 히데토시
니시지마 히데토시(일본어: 西島 秀俊, 1971년 3월 29일 ~ )는 일본의 배우이다. 도쿄도 출신. 토호 중학교와 토호 고등학교를 졸업하였고, 요코하마 국립 대학 공학부 생산공학과를 중퇴하였다. 쿼터 톤에 소속되어 있다. 신장 178cm. 혈액형 A형.

## 내력
- 1992년, 도쿄 연기자 스튜디오 제1기생, 드라마 《하구레 형사 순정파 5》로 배우 활동 개시.
- 1993년, 드라마 《악마의 KISS》에서 신흥 종교에 빠지는 청년 역이나, 드라마 《아스나로 백서》에서 동성애자를 연기한 것으로 주목을 끈다.
- 1994년, 영화 《선술집 유령》으로, 영화 첫 출연.
- 1999년, 영화 첫 주연 《인간 합격》으로, 긴 혼수 상태로부터 돌연 눈을 떠 삶의 방법을 모색하는 청년역을 연기해 제9회 일본 영화 프로패셔널 대상·주연 남우상을 수상한다.
- 2005년, 영화 《귀향》에서는, 옛 연인에게 아이의 부친이라고 하고 아이를 맡겨져 곤혹하는 샐러리맨을 연기해 제15회 일본 영화 프로패셔널 대상·주연 남우상, 제20회 타카사키 영화제·최우수 주연 남우상 수상을 수상한다.
- 2008년, 영화 《휴가》에서는 독특한 사형수를 연기해 제30회 요코하마 영화제·조연 남우상을 수상한다.
- 2011년, 영화 《CUT》은 이란의 명장 아미르 나데리 감독의 작품으로, 제68회 베네치아 국제영화제의 오리존티 컴페티션 부문 오프닝 작품·제36회 토론토 국제영화제 출품작품·제16회 부산 국제영화제 출품작품이다. 이것에 의해 니시지마 자신도 수많은 영화상을 수상한다.
- 2014년 11월 19일, 3년간의 교제를 거치고 16세 연하의 일반인 여성과 결혼하는 것을 발표했다[1].
- 2016년 4월, 첫째 남자아이가 탄생[2].

## 인물
- 비토 타케시의 팬으로, 옛날에 그가 출연하고 있던 라디오 프로그램이 녹음된 카세트 테이프를 지인으로부터 빌려 MD에 녹음하고 있었다. 후에, 비토 타케시의 감독 작품 《Dolls》 (2002)로 주연을 맡는다.
- 어렸을 때부터 영화를 좋아하고, 영화에 관련되는 일을 하고 싶다고 공언하고 있었다. 선배가 추천해서 본 오디션에 합격해, 배우가 되었다[3].
- 단관계 영화관을 좋아한다. 애독서는 로베르 브레송의 《시네마트그라후 각서》이며, 잡지 〈영화 비보〉도 좋아한다.
- 철저한 역할 만들기를 한다. 2010년 영화 《사요나라 이츠카》에서는, 노후의 장면을 위해서 체중을 13kg 늘렸고, 그 후의 젊은 무렵의 장면을 위해서, 1개월에 15kg 감량했다.
- NPO 법인·TOKYO FILMeX 실행 위원회의 이사이기도 하다[4].
- 대학생 때, 아르바이트로 중학생 몇 명의 가정 교사를 한 적이 있다[5].

## 수상
- 제9회 일본 영화 프로패셔널 대상 주연 남우상 수상 (1999년, 《인간 합격》)
- 제15회 일본 영화 프로패셔널 대상 주연 남우상 수상 (2005년, 《귀향》 《사요나라 미도리짱》 《비보다 안타깝게》)
- 제20회 타카사키 영화제 최우수 주연 남우상 수상 (2006년, 《귀향》)
- 제30회 요코하마 영화제 조연 남우상 (2009년, 《휴가》)
- 제26회 타카사키 영화제 최우수 주연 남우상 수상 (2011년, 《CUT》)
- 제21회 일본 영화 프로페셔널 대상 주연 남우상 (2011년, 《CUT》)
- 제9회 TVnavi 드라마 오브 더 이어 2012 최우수 남우 조연상 (2013년, 《스트로베리 나이트》)

## 출연

### 드라마
- 하구레 형사 순정파 V (1992년, TV 아사히)
- 극적 공간 -졸업- (1992년, 닛폰 TV)
- 러브 스토리를 너에게 《어떤 때에도.》 (1992년, TV 아사히)
- 북쪽의 나라에서'92 -자립― (1992년, 후지 TV)
- ~슬플 정도 날씨~ (1992년, 후지 TV)
- 이브에 만나고 싶어 (1992년, 후지 TV)
- 목요일의 식탁 (1992년, TBS) - 미야자와 타츠로 역
- 부탁해 달링! (1993년, 후지 TV) - 나가사와 토오루 역
- 나 못생겼었어? (1993년, TBS) - 토다카 타츠야 역
- 악마의 KISS (1993년, 후지 TV) - 사도 켄 역
- 사형대의 엘리베이터 (1993년, 후지 TV)
- 아스나로 백서 (1993년, 후지 TV) - 마츠오카 준이치로역
- 본모습을 안고 (1994년, 후지 TV)
- 가족 네트워크 (1994년, TV 아사히)
- 호비키의 타츠토리모노쵸 (1995년, NHK)
- 카오 패밀리 스페셜 《하루 씨·꿈 배달원》 (1996년, 칸사이 TV)
- 드라마 신 은하 《켄지의 미소 숲을 찾아서》 (1996년, NHK)
- 대하드라마 (NHK)
  - 모리 모토나리 (1997년) - 아이오 모토츠나 역
  - 야에의 벚꽃 (2013년) - 야마모토 카쿠마 역
- 무코다 쿠니코 신춘 시리즈 《하늘의 양》 (1997년, TBS)
- 신 꽃 순례 (1997년, NHK)
- 안고 싶어 (2002년, NHK) - 야마시타 유지 역
- 웃는 얼굴의 법칙 (2003년 4월 ~ 6월, TBS) - 유노하라 카즈야역
- 사랑하는 일요일 〈언덕을 넘어·Maybe Tomorrow〉 (2003년 9월 7일, BS-i)
- 68FILMS 도쿄 소녀 제2화 〈기생목 YADORIGI〉 (2003년 11월 1일, BS-i·BS 후지)
- 담드 파일 시즌 II file no.0020 〈또 한 사람의 친구·아츠미〉 (2003년, 나고야 TV)
- 키쿠지로와 사키 (2003년·2005년, TV 아사히) - 후지사키 선생님 역
- LOVE ASIA 꽃잎이 흩날리는 바다에 (2004년, 후지 TV) - 주연·카시와기 요스케 역
- 프리미엄 스테이지 특별 기획 《이누가미가의 일족》 (2004년, 후지 TV) - 이누가미 스케키요·아오누마 시즈마 역
- 자견의 왈츠 (2004년, 닛폰 TV) - 미나즈키 신야 역
- 기묘한 이야기 (후지 TV)
  - '04 가을 특별편 〈과거로부터의 일기〉 (2004년 9월 20일) - 야마오카 타카시 역
  - '16 봄 특별편 〈통근하는 군대〉 (2016년 5월 28일) - 주연·마에지마 케이치로 역
- 오오쿠 제1장 (2004년 10월 ~ 12월, 후지 TV) - 토쿠가와 이에미츠 역
  - 오오쿠 제1장 스페셜 (2005년)
- 우먼즈 비트 드라마 스페셜~중독된 사람~ (2005년, 닛폰 TV) - 미즈사와 세이지 역
- 실록·오노다 소위 너무 늦은 귀환(2005년, 후지 TV) - 코즈카 일등병 역
- 봄, 바니스에서 (2006년, WOWOW) - 주연·츠츠이 아키라 역
- 닛폰 TV 시나리오 등용문 2005 우수상 수상작품 《더러운 영웅》 (2006년, 닛폰 TV) - 이케자키 켄 역
- 언페어 (2006년, 칸사이 TV) - 세자키 이치로 역
- 연속 TV 소설 (NHK)
  - 순정 반짝 (2006년) - 스기 토고 역
  - 아빠 언니 (2016년) - 코하시 타케조 역
- 괴기 대작전 세컨드 파일 (2007년, NHK) - 주연·마키 시로우 역
- 빵빵녀와 절벽녀 (2007년, 후지 TV) - 이구치 쇼헤이 역
- 재판관 ~섬의 재판관 분투기~ (2007년 10월 ~ 11월, NHK) - 주연·미지와 쿄스케 역
  - 재판관 II ~섬의 재판관 분투기~ (2008년 10월 ~ 11월)
- 제20회 기념 후지 TV 영 시나리오 대상 《전사의 자격》 (2008년 12월 29일, 후지 TV) - 주연·타카기 슈이치 역
- 유괴 (2009년 8월, WOWOW) - 호시노 카츠히코 역
- 단절 (2009년 10월 3일, TV 아사히) - 이시가미 켄 역
- 리얼 클로즈 (2009년 10월 ~ 12월, 칸사이 TV) - 타부치 유사쿠 역
- 뱀의 사람 (2010년 3월, WOWOW) - 이마니시 유키오 역
- 팀 바티스타 2 제너럴 루주의 개선 (2010년 4월 ~ 6월, 칸사이 TV) - 하야미 코이치 역
  - 팀 바티스타 SP 2011 제너럴 루주의 개선~안녕히 제너럴! 천재 구명의는 사랑하는 사람을 구할 수 있을까~ (2011년 1월 2일)
  - 팀 바티스타 4 나전미궁 (2014년 1월 ~ 3월)
- 스트로베리 나이트 (후지 TV) - 키쿠타 카즈오 역
  - 토요 프리미엄 특별 기획 스페셜 드라마 〈스트로베리 나이트〉 (2010년 11월 13일)
  - 연속 드라마 스트로베리 나이트 (2012년 1월 ~ 3월)
  - 스트로베리 미드나이트 (2013년 1월 24일)
  - 토요 프리미엄 특별 기획 스트로베리 나이트 애프터 더 인비저블 레인 〈도쿄〉 (2013년 1월 26일) - 주연
- 스쿨!! (2011년 1월 ~ 3월, 후지 TV) - 키리하라 이오리 역
- 종전 드라마 스페셜·개가 사라진 날 (2011년 8월 12일, 닛폰 TV) - 주연·마츠쿠라 슈헤이 역
- 나와 스타의 99일 (2011년 10월 ~ 12월, 후지 TV) - 주연·나미키 코헤이 역
- 더블 페이스 - 모리야 준 역
  - 월요 골든 특별 기획 더블 페이스 잠입 수사편 (2012년 10월 15일, TBS) - 주연
  - 더블 페이스 위장 경찰편 (2012년 10월 27일, WOWOW)
- MOZU - 주연·쿠라키 나오타케 역
  - MOZU Season1 ~때까치 우는 밤~ (2014년 4월 ~ 6월, TBS)
  - MOZU Season2 ~환상의 날개~ (2014년 6월 ~ 7월, WOWOW)
- 유성 왜건 (2015년 1월 ~ 3월, TBS) - 주연·나가타 카즈오 역
- 스페셜 드라마 레드 크로스~여자들의 빨간 종이~ (2015년 8월 1일 ~ 2일, TBS) - 나카가와 와타루 역
- 무통~진찰하는 눈~ (2015년 10월 ~ 12월, 후지 TV) - 주연·타메요리 에이스케 역
- 아빠 언니 (2016년 4월 4일 ~ 10월 1일, NHK)
- CRISIS 공안 기동 수사대 특수반 (2017년 4월 11일 ~ 6월 13일, KTV)
- 부인은, 취급주의(奥様は、取り扱い注意) (2017년 10월 4일 ~ 2017년 12월 6일,닛폰 테레비 수요 드라마) - 이사야마 유키

### 영화
- 선술집 유령 (1994년) - 고이치 역
- 대실연. (1995년)
- 막스의 산 (1995년) - 모리 요시타카 역
- 쿠라 (1995년)
- 사와코의 사랑 1000마일이나 떨어져서 (1995년)
- 세라핌의 밤 (1996년) - 오오시마 히로유키 역
- 유채꽃 배달원 (1996년) - 주연·타쿠사가와 유우지로 역
- 2/듀오 (1998년) - 케이 역
- 아트풀 다져스 (1998년) - 코타니 케이스케 역
- 냉혈의 덫 (1998년) - 주연·카호 역
- 인간 합격 (1999년) - 주연·요시이 유타카 역
- LOVE/JUICE (2001년) - 사카모토(열대어 가게 주인) 역
- SELF AND OTHERS (2001년)
- 세상의 끝이라는 이름의 잡화점 (2001년) - 주연·시마오 유타카 역
- 클로에 (2002년) - 의사 역
- Dolls (2002년) - 마츠모토 역
- tokyo.sora (2002년) - 편집자 미치하라 역
- Last Scene (2002년) - 미하라 켄 역
- 아픈 두 사람 (2002년) - 주연·모치즈키 료 역
- 모든 것은 밤으로부터 태어난다 (2003년) - 주연·야마가타 역
- 임브레이스드 바이 마나 (2003년) - 타카츠 준 역
- 감독 감염　DIRECTOR INFECTION 《종착역의 다음의 역》 (2003년) - 주연·유사쿠 역
- 은의 엔젤 (2004년) - 사토 코스케 역
- 개와 고양이 (2004년) - 후루타 역
- CASSHERN (2004년) - 카미죠 역
- 안녕 미도리짱 (2005년) - 유타카 역
- 토니 타키타니 (2005년) - 내레이션
- 카나리아 (2005년) - 이자와 아키라(카르토의 전 신자) 역
- 귀향 (2005년) - 주연·하루오 역
- 비보다 안타깝게 (2005년) - 쿠라사와 아키오 역
- 우메즈 카즈오 공포 극장 벌레들의 집 (2005년) - 주연·미쿠리야 렌지 역
- 사요나라 미도리짱 (2005년) - 유타카 역
- 메종 드 히미코 (2005년) - 호소카와 전무 역
- 3년 임신하다 (2006년) - 토오루 역
- 좋아해, (2006년) - 요스케(34세) 역
- LOFT 로프트 (2006년)
- 바다에서의 이야기. (2006년) - 주연·박사 역
- 오오쿠 (2006년) - 이쿠시마 신고로 역
- 신동 (2007년) - 나루세 코이치로 역
- 프리지아 (2007년) - 토시오 역
- 박치기! LOVE&PEACE (2007년) - 노무라 역
- 마키구리의 구멍 (2007년) - 주연·마키구리 벤 역
- 잠자는 공주 (2007년) - 노구치 역
- 언덕을 넘어 (2008년) - 마카이 쇼(마해송) 역
- 도쿄 랑데뷰 (동남쪽 모퉁이집 2층의 여자) (2008년) - 주연·노가미 타카시 역
- 봄이여 오라 (2008년) - 오카모토 토시오 역
- 휴가 (2008년) - 카네다 신이치 역
- 게 어선 (2009년) - 아사카와 감독 역
- 제로 포커스 (2009년) - 우하라 켄이치 역
- 사요나라 이츠카 (2010년) - 히가시가이토 유타카 역
- 기억의 지대 (2011년) - 히가시가이토 유타카 역
- CUT (2011년) - 주연·슈지 역
- 세이지－육지의 물고기－ (2012년) - 주연·세이지 역
- Memories Corner (2012년) - 아키라 역
- 스트로베리 나이트 (2013년) - 키쿠타 카즈오 역
- 무명인 (2013년) - 주연·이시가미 역
- 하멜른 (2013년) - 주연·노다 역
- 무명인 (게놈 해저드 한 천재 과학자의 5일간) (2014년) - 주연·이시가미/오진우 역
- 팀 바티스타 FINAL 케르베로스의 초상 (2014년) - 하야미 코이치 역
- 뇌내 포이즌 베리 (2015년) - 요시다 역
- 모즈 (2015년) - 주연·쿠라키 나오타케 역
- 내 머릿속의 포이즌베리 (2015년) - 주연·요시다 역
- 여자가 잠들 때 (2016년) - 시미즈 켄지 역
- 크리피: 일가족 연쇄 실종 사건 (2016년) - 주연·타카쿠라 역
- 라스트 레시피 (2017년)
- 떨어지는 동백 (2018년)
- 오즈랜드 웃음의 마법을 가르칩니다 (2018년)
- 신 울트라맨 (2022년) - 타무라 키미오 역
- 굿바이 크루얼 월드 (2022년) - 안자이 미키야 역
- 쿠비 (2023년) - 아케치 미쓰히데 역

### 쇼트 필름
- 귀신과 숲 (2006년)

### 애니메이션
- 밤의 이야기 일본어 더빙판 (2012년)
- 바람이 분다 (2013년) - 혼조 역
- 펭귄 하이웨이 (2018년) - 아오야마의 아빠 역

### 무대
- 우먼 인 블랙~검은 옷의 여자~ (1996년)
- A2/Alligator Dance 2 (1997년)

### 다큐멘터리
- 초대형 로망 어드벤처 스페셜 이시구아라스토 타란파쟈 (2008년 1월 4일, TV 도쿄)
- 풍가 미나토 (2008년 10월, TBS) - 내레이션
- 스포츠 대륙 (2008년 12월 6일, NHK) - 내레이션
- 세계를 만든 3개의 나무 (2010년 1월 11일, WOWOW) - 내레이션
- 바람의 말 (2010년 4월, TBS) 나레이션
- 계단의 노래 (TBS)
  - season1 (2010년 10월 ~ 12월)
  - season4 (2011년 7월 ~ 9월)
- 라스트 데이즈 〈너는, 내가 될 수 있다〉 마츠다 유사쿠×카가와 테루유키 (2010년 12월 22일, NHK) - 이야기
- 라스트 루키즈~JAL 농구 마지막 1년~ (2011년 3월 10일, 후지 TV) - 이야기
- 일본인은 무엇을 생각해 왔는지 제3회 숲과 물과 함께 사는~타나카 쇼조와 미나카타 쿠마구스~ (2012년 1월 22일, NHK) - 여행자

### CM
- 모리나가 제과 〈JUSTICK〉 〈ICE BOX〉 〈솔리드 다스〉
- 토요타 자동차 〈빗츠〉 (2005년) - 미야자와 리에와 공동 출연
  - 《비의 오후 편》 (2005년)
  - 《펌프킨 편》 (2005년)
  - 《파티 편》 (2005년)
  - 《바람에 날려 편》 (2006년)
  - 《Day Tripper 편》 (2006년)
- 기린 맥주
  - 〈기린 라거 맥주〉 《지하도 편》 (1994년)
  - 〈흰색 기린〉 《첫눈 편》 (2003년)
  - 〈8월의 기린〉 《엄마와 딸 편》 (2003년)
  - 〈무기노 고치소우〉
    - 《둘이서 "수고" 편》 (2012년)
    - 《가위바위보 편》 (2012년)
    - 《비오는 날 편》 (2012년)
    - 《풀 편》 (2012년)
- 히타치 제작소
- 아사히 신문 《신문에 실린 친구 편》 (2001년)
- PIKO
- JR 동일본
- JR 도카이
- SUNTORY 〈마돈나〉 〈대지와 물의 은혜〉
- UCC캔커피 〈슈퍼 오리지날〉
- 다이와증권 그룹 (2000년)
- isao.net (2000년)
- 도쿄 미쓰비시 은행 (2001년)
- 와코르 (2005년)
- 리스펙트 (2005년)
- 닛센 (2006년)
- 스피츠의 CD 앨범 〈CYCLE HIT〉 《에스컬레이터 편》 《보도 편》 (2006년)
- 오르비스 (2007년)
- BOOK OFF - 나레이션
- 공공 광고 기구(현 AC재팬)
  - 2008년도 전국 캠페인 〈살아 있는 증거〉 - 내레이션
  - 2011년도 지역 캠페인(도쿄 지역) 〈미야자와 겐지·내일을 믿는다〉 - 내레이션
- 큐피 〈큐피 마요네즈〉 - 내레이션
  - 《YOGA=잇는(타지마할) 편》 (2008년)
  - 《YOGA=잇는(버터 볼) 편》 (2009년)
  - 《YOGA=잇는(아르쥬나의 고행) 편》 (2009년)
  - 《톱 스테이션 편》 (2010년)
  - 《락 아트 편》 (2010년)
  - 《산과 양배추 편》 (2011년)
  - 《밭과 호박 편》 (2011년)
  - 《강과 아티초크 편》 (2011년)
  - 《워터 트리 편》 (2012년)
  - 《포플러 편》 (2012년)
  - 《노르망디 편》 (2012년)
- 도쿄 전력 〈Switch! 패밀리〉
  - 《올덴카 맨션 편》 (2010년)
  - 《히트 펌프 편》 (2010년)
  - 《리폼 편》 (2010년)
  - 《히트 펌프 마루 난방법 편》 (2010년)
  - 《업무용 전화 주방 편》 (2011년)
- 로손
  - 〈프리미엄 롤 케이크〉
    - 《일요일 편》 (2010년)
    - 《친가 편》 (2010년)
    - 《이 근처에서 휴식 편》 (2011년)

  - 〈주먹밥 가게〉 (2011년)
    - 《감싸듯이 편》
    - 《여자를 위해서 편》
    - 《홍송어와 조금 합쳐 편》
    - 《연어 하라스 양조 절임 구이 편》

  - 〈로손 정〉 (2011년)
    - 《만남 편》
    - 《와버렸다 편》
    - 《도우모 편》

  - 〈귯토 크림 치즈〉 (2012년)
  - 〈순생크림 찹쌀떡〉 (2012년)
  - 〈앙꼬 대두 대복〉 (2013년)
  - 〈농후 밀크 와플 콘〉 (2013년)
  - 〈황금 치킨〉 (2013년) - 타케우치 유코와 공동 출연
- 도쿄 일렉트론
  - 《몽골의 사랑 편》 - 내레이션 (2011년)
- 스즈키
  - 〈알토라팡 쇼콜라〉 (2013년 6월)
- 다케다 약품공업
  - 〈알리나민 EX 플러스〉 (2013년 7월 ~ )
  - 〈알리나민 EX 골드〉 (2013년 7월 ~ )
- 닛신 식품
  - 〈라오 문 간장 편〉 (2013년 7월)
  - 〈라오 문 소금 편〉 (2013년 8월)
- 파나소닉
  - 〈요즘 세상의 세탁기 온수 편〉 (2013년 9월 ~ )
  - 〈요즘 세상의 냉장고 편〉
  - 〈요즘 세상의 식기 세척기 편〉
  - 〈요즘 세상의 에어컨 편〉
- 라이온
  - 〈라이온 남자 주부, 시작한다 편〉 (2013년 9월 ~ )
  - 〈소프란 프리미엄 소취 편〉
- 전일본공수
  - 〈하네다 국제선 대증편〉 (2014년 1월 ~ )
- 군제
  - 〈군제 YG 아르고 포름 컷의 절묘한 피트감 편〉 (2014년 2월 ~ )
- 파나홈
  - 〈에코 코르디스 II 방문 편〉 (2014년 10월 ~ )
- WOWOW (2015년)

### PV
- YUKI 〈프리즘〉 (2002년)

## 서적

### 사진집
- 키네준 무크 신세기의 스피리추얼·액터즈 시리즈 액터즈 파일 5 〈니시지마 히데토시〉 (2006년)
- 니시지마 히데토시&김태희 《나와 스타의 99일》 공식 포토북 (2011년)
- MEMORIES OF VENICE (2011년)